# Horsfieldia sabulosa
Horsfieldia sabulosa är en tvåhjärtbladig växtart som beskrevs av James Sinclair. Horsfieldia sabulosa ingår i släktet Horsfieldia och familjen Myristicaceae. Inga underarter finns listade i Catalogue of Life.